# Ibiraçu Esporte Clube
O Ibiraçu Esporte Clube é um clube de futebol brasileiro de Ibiraçu, Espírito Santo. Suas cores são verde e branco. Mandava seus jogos no Estádio Marcos Jorge Campagnaro, conhecido como Marcão.

## História
Em 1988 o Ibiraçu conquista o título inédito do Campeonato Capixaba. O time do técnico Zuza era formado por Sandro, Canário, Laedes, Daniel Alves, Marinho, Auri, Tião, Dário, Carola, Ederlane e Marcelo. Além deles faziam parte da equipe Valdecir, Jader, Raul e Donato. Com o título, o clube garantiu vaga na primeira edição da Copa do Brasil.
Em 1989 disputa a Copa do Brasil, sendo eliminado na primeira fase pelo Grêmio, futuro campeão da competição. No jogo de ida é derrotado por 1 a 0 no Estádio Engenheiro Araripe em Cariacica. No jogo de volta, no Estádio Olímpico em Porto Alegre, é goleado por 6 a 0.

## Títulos
| ESTADUAIS               | ESTADUAIS           | ESTADUAIS | ESTADUAIS  |
|                         | Competição          | Títulos   | Temporadas |
| ----------------------- | ------------------- | --------- | ---------- |
| Espírito Santo (estado) | Campeonato Capixaba | 1         | 1988       |